# Orkun Kökçü
Orkun Kökçü (Haarlem, 29 de diciembre de 2000) es un futbolista neerlandés, nacionalizado turco, que juega en la demarcación de centrocampista para el Beşiktaş J. K. de la Superliga de Turquía.

## Selección nacional
Tras jugar con la selección de fútbol sub-17 de los Países Bajos, la sub-19, la sub-20 y además con la selección de fútbol sub-21 de Turquía, finalmente debutó con la selección de fútbol de Turquía el 6 de septiembre de 2020. Lo hizo en un partido de la Liga de Naciones de la UEFA contra Serbia que finalizó con un resultado de empate a cero.

### Participaciones en Eurocopas
| Copa          | Sede     | Resultado        | Partidos | Goles |
| ------------- | -------- | ---------------- | -------- | ----- |
| Eurocopa 2020 | Europa   | Primera fase     | 1        | 0     |
| Eurocopa 2024 | Alemania | Cuartos de final | 4        | 0     |

## Estadísticas

### Clubes
Actualizado al último partido disputado el 25 de mayo de 2025.
| Club                     | Div.          | Temporada     | Liga  | Liga  | Liga   | Copas nacionales | Copas nacionales | Copas nacionales | Copas internacionales | Copas internacionales | Copas internacionales | Total | Total | Total  |
| Club                     | Div.          | Temporada     | Part. | Goles | Asist. | Part.            | Goles            | Asist.           | Part.                 | Goles                 | Asist.                | Part. | Goles | Asist. |
| ------------------------ | ------------- | ------------- | ----- | ----- | ------ | ---------------- | ---------------- | ---------------- | --------------------- | --------------------- | --------------------- | ----- | ----- | ------ |
| Feyenoord · Países Bajos | 1.ª           | 2018-19       | 11    | 3     | 4      | 1                | 1                | 0                | —                     | —                     | —                     | 12    | 4     | 4      |
| Feyenoord · Países Bajos | 1.ª           | 2019-20       | 22    | 2     | 4      | 4                | 0                | 0                | 9                     | 1                     | 2                     | 35    | 3     | 6      |
| Feyenoord · Países Bajos | 1.ª           | 2020-21       | 24    | 3     | 2      | 1                | 0                | 0                | 6                     | 1                     | 0                     | 31    | 4     | 2      |
| Feyenoord · Países Bajos | 1.ª           | 2021-22       | 32    | 7     | 9      | 1                | 0                | 0                | 18                    | 2                     | 0                     | 51    | 9     | 9      |
| Feyenoord · Países Bajos | 1.ª           | 2022-23       | 32    | 8     | 2      | 4                | 1                | 0                | 10                    | 3                     | 2                     | 46    | 12    | 4      |
| Feyenoord · Países Bajos | Total club    | Total club    | 121   | 23    | 21     | 11               | 2                | 0                | 43                    | 7                     | 4                     | 175   | 32    | 25     |
| S. L. Benfica Portugal   | 1.ª           | 2023-24       | 27    | 7     | 8      | 7                | 0                | 3                | 9                     | 0                     | 0                     | 43    | 7     | 11     |
| S. L. Benfica Portugal   | 1.ª           | 2024-25       | 33    | 7     | 7      | 6                | 1                | 2                | 12                    | 4                     | 0                     | 51    | 12    | 9      |
| S. L. Benfica Portugal   | Total club    | Total club    | 60    | 14    | 15     | 13               | 1                | 5                | 21                    | 4                     | 0                     | 94    | 19    | 20     |
| Total carrera            | Total carrera | Total carrera | 181   | 37    | 36     | 24               | 3                | 5                | 64                    | 11                    | 4                     | 269   | 51    | 45     |

## Palmarés

### Títulos nacionales
| Título                      | Club          | País         | Año     |
| --------------------------- | ------------- | ------------ | ------- |
| Eredivisie                  | Feyenoord     | Países Bajos | 2022-23 |
| Supercopa de Portugal       | S. L. Benfica | Portugal     | 2023    |
| Copa de la Liga de Portugal | S. L. Benfica | Portugal     | 2024-25 |

## Vida personal
Nacido en los Países Bajos, es de ascendencia turca y azerbaiyana.
Es hermano de Ozan Kökçü, jugador de la selección de fútbol de Azerbaiyán.